# Museo Geelvinck-Hinlopen
El museo Geelvinck-Hinlopen fue un museo situado desde su apertura en 1991 hasta finales de 2015 en una casa señorial situada en el canal Herengracht de Ámsterdam, cerca de Rembrandtplein. La casa fue construida para Albert Geelvinck (1647-1693) y Sara Hinlopen (1660-1749); la parcela aún sin construir se encontraba en una parte nueva del Herengracht, que en este período se extendió hasta el río Amstel. La construcción del edificio se terminó en 1687 y en el mismo año la pareja fue a vivir a su hermosa casa nueva de doble anchura. La casa tenía almacenes en la bodega, debajo del desván y contaba además con una casa almacén en el número 633 de Keizersgracht, hoy la entrada al museo. 
El museo mostraba la cultura viva de una familia de regidores de la ciudad, en el período comprendido entre la edad de oro y la revolución industrial. Lo más destacado de esta casa museo privada era el estilo del piano nobile, con cuatro dormitorios y un amplio jardín. La exposición permanente incluía muebles, porcelana, vidrio y objetos de arte desde el siglo XVII al XIX que ilustrabran la riqueza y el gusto de la aristocracia de la época.  El propietario actual de la propiedad es AmstelVecht BV te Ede.
La mansión del canal 'Geelvinck Hinlopen Huis' ya está cerrada al público, porque el museo (incluyendo el rosarium) se ha trasladado a un nuevo local. En la primavera de 2017 el museo abrirá sus nuevas instalaciones en la mansión histórica 'De Wildeman' en Zutphen.

## Una breve historia
Albert Geelvinck provenía de una familia de la clase alta, que había adquirido grandes riquezas en el comercio marítimo con España, África, Surinam y las Indias Occidentales. Sara Hinlopen era de una familia de origen flamenco, comerciantes de paño, inversores privados y metidos ya desde el principio en el gobierno de la ciudad de Ámsterdam y la VOC (Compañía Unida de las Indias Orientales). Ambas familias pertenecieron al estrato social de los regentes de Ámsterdam. En los siglos XVII y XVIII, la republicana familia de Geelvinck produjo cinco burgomaestres. También estaban metidos en el Almirantazgo de Ámsterdam, en la Compañía Neerlandesa de las Indias Occidentales (WIC) y en la Sociedad de Surinam. 
Sara se quedó huérfana a la edad de seis años. Con su hermana Joanna fueron criadas por su madrastra, Lucia Wijbrants. Como la relación entre las tres no marchaba bien, las niñas fueron a vivir con su tío, Jacob J. Hinlopen, en 1671. Ansiosa por salir de la casa, Sara se casó en 1680 con el jurista Albert Geelvinck, quince años mayor que ella. 
Unos meses más tarde las dos hermanas entraron en posesión por sorteo de unas pinturas de Rembrandt, Jan Lievens y Gabriël Metsu que pertenecieron antes a la colección de arte de su padre Jan J. Hinlopen. También su abuelo, Joan Huydecoper van Maarsseveen, mercader, burgomaestre e inversor privado, era un conocido coleccionista de arte y mecenas. Otro tío, Joan Huydecooper, era gran aficionado al cultivo de jardines y uno de los fundadores del jardín botánico (Hortus Botanicus de Ámsterdam); como burgomaestre y pariente de Sara y Joanna llevó un diario muy interesante que incluye también algunos detalles sobre ellas.

## El jardín y las cuatro habitaciones
Se entra al museo por el edificio de Keizersgracht, 633, donde anteriormente estaban la cochera y el almacén. Luego se llega al espacioso y tranquilo jardín, que por la parte posterior tiene aspecto de jardín renacentista, y de frente es de tipo francés, formal y simétrico. En el centro hay un gran estanque con una fuente. Tiene una colección casi permanente de estatuas. Por el jardín se llega a la escalera por la cual se puede subir a la escalera al piso principal del museo, que tiene abiertas al público cuatro salas. 
La Habitación Azul, de estilo Luis XVI o neoclásico, muestra un conjunto de cinco paneles de papel pintado obra de Egbert van Drielst (1788). Van Drielst se vio influido por pintores como Meindert Hobbema y Jacob van Ruysdael. En cada panel la naturaleza está representada de una manera idealizada, con el horizonte a la altura de los ojos. En principio fueron proyectados para una casa señorial en el Keizersgracht; después decoraron las paredes de casas en Nueva York y Miami, pero a partir de 1990 ya están de vuelta en Ámsterdam. 
La Habitación Roja lleva decoración en el estilo Luis XV o Rococó. El techo es alto y tiene espejos. Se aquí exhiben seis pinturas del siglo XVII: una escena rural flamenca con árboles, animales y pájaros de Gillis d’Hondecoeter, una representación de Cristo curando los ciegos.Además, hay un cuadro con escena de invierno de Antonie van Stralen, un bodegón de Pieter de Ring, una pieza floral de Daniel Seghers, un jesuita de Amberes. También hay una escena marítima de Hans Goderis, y una representación del Herengracht, una veduta por Jan Ekels de Oude.
El techo de estilo neoclásico de la biblioteca está relacionado con el estilo decorativo del arquitecto y decorador de interiores, el escocés Robert Adam. Este se inspiró en las decoraciones del palacio del emperador romano Diocleciano en Split, y de la Domus Aurea de Roma. Este techo decorado fue puesto de manifiesto con motivo de las últimas obras de renovación. En la repisa de la chimenea hay una cabeza femenina de perfil, tipo clásico, colocada por el artista Johannes van Dreght, de alrededor de 1780. 
El vestíbulo está adornado con un tapiz, tejido en Bruselas alrededor del año 1600, representando a Ciro el Grande y al rico Creso, después de su derrota y la revuelta de los ciudadanos. El cartón fue diseñado Michiel Coxcie, también llamado «El Rafael flamenco», por encargo de la familia real española. La historia proviene del Libro I, 155 de las Historias de Heródoto.
La Habitación China, que da al jardín, está engaladada por ocho paneles de papel pintado sobre lienzo con flores y pájaros de fantasía, plantas y otros elementos de estilo chino (chinoiserie), fabricados alrededor del año 1765. El artista, trabajador de la manufactura de cuero y oro de Cornelis ‘t Kindt en Bruselas, hizo uso de los grabados de Jean-Baptiste Pillement, artista entonces famoso por sus chinoseries.

## Otras actividades
En el mes de junio el museo Geelvinck-Hinlopen participa en el acontecimiento anual de los Días de Jardines Abiertos (Open Tuinen Dagen/Open Garden Days). El museo también ofrece un programa de conciertos para el cual se toca a veces el piano antiguo de la firma John Broadwood. Por fin, el museo ofrece exposiciones de pintura, escultura y cerámica.